# Gweru
Gweru je město ve středním Zimbabwe. Je centrem provincie Midlands. V roce 2022 zde žilo 158 200 obyvatel. Město je významné zejména pro zemědělskou produkci, která je pro město hlavním zdrojem jeho příjmů. Dále je v okolí města rozšířené pastevectví, zejména dobytka. Ve městě se dále nachází několik vysokých škol, jmenovitě Midlands State University nebo Mkoba Teachers College. 
Město leží v nadmořské výšce asi 1 424 m n. m. Město se nachází na trase mezi hlavním městem Zimbabwe Harare a mezi Bulawayem, druhým nejlidnatějším městem v zemi. Nedaleko města leží Letecká základna Gweru-Thornhill.  